# Diachasmimorpha brevistyli
Diachasmimorpha brevistyli är en stekelart som först beskrevs av Pasquino Paoli 1934.  Diachasmimorpha brevistyli ingår i släktet Diachasmimorpha och familjen bracksteklar. Inga underarter finns listade i Catalogue of Life.